# المورمونية والنساء
شكل وضع المرأة في المورمونية مصدراً للجدل العام منذ الفترة التي سبقت وفاة جوزيف سميث في عام 1844، إذ اتخذت مختلف الطوائف داخل حركة قديسي اليوم الأخير مواقف مختلفة بما يتعلق بالمرأة ودورها في الكنيسة والمجتمع. تراوحت وجهات النظر بين حالة المساواة الكاملة ورسامة المرأة حتى وصولها إلى الكهنوت كما يفعل المجتمع المسيحي، والنظام الأبوي الذي تمارسه كنيسة يسوع المسيح لقديسي الأيام الأخيرة، ونظام الزواج التعددي الأبوي الذي تمارسه كنيسة يسوع المسيح الأصولية لقديسي الأيام الأخيرة وغيرها من جماعات المورمون الأصولية.

## المرأة في تاريخ الكنيسة
أهملت روايات القرن التاسع عشر وأوائل القرن العشرين عن تاريخ المورمون دور المرأة في تأسيس الدين، إذ لا يذكر تاريخ 1872 -وهو تاريخ صعود كنيسة يسوع المسيح لقديسي الأيام الأخيرة وتقدمها ورحلاتها- اسماً لأي امرأة، في الوقت الذي يذكر فيه تاريخ بي إتش روبرتس -المؤلف من سبع مجلدات عن تاريخ كنيسة يسوع المسيح لقديسي الأيام الأخيرة- عدداً قليلاً من النسوة اللاتي كان لعدد منهن أدوار داعمة وهامة، فعلى سبيل المثال، عملت زوجة جوزيف سميث، إيما هيل سميث بصفتها كاتبة أثناء ترجمة كتاب المورمون، وكانت موضوعاً لإحدى الإيحاءات الأولى -في الكنيسة- التي تضمنت توجيهاً لتجميع الكتاب الأول للتراتيل. شغلت إيما سميث منصب رئيس جمعية الإغاثة، التي كانت في الأصل منظمة نسائية تتمتع بالحكم الذاتي داخل الكنيسة، إضافة إلى كونها واحدة من أقدم وأكبر المنظمات النسائية في العالم.

### حق النساء في التصويت
كانت النساء في ولاية يوتاه في طليعة الناخبين في المجال العلماني، وأصبحت يوتاه في عام 1870 واحدة من أولى الولايات أو الأقاليم في الاتحاد التي منحت النساء حق التصويت، على الرغم من أن الحكومة الفيدرالية انتزعت من النساء حقهن في الانتخاب في عام 1887 عن طريق قانون إدمونز تاكر. شغل كل من التعليم والمنح الدراسية نساء المورمون، فبدأت البعثات الدينية مثل بعثة باتشبا دبليو. سميث إلى جنوب يوتاه للوعظ «بحقوق المرأة». نشرت مجلة ذا وومنز إكسبوننت -وهي مجلة لجمعية الإغاثة منشورة بشكل غير رسمي- افتتاحية في عام 1920 لصالح «المساواة في الحقوق أمام القانون والمساواة في الأجر للعمل المتساوي والحقوق السياسية المتساوية»، ويُذكر في هذه الافتتاحية أن مكان المرأة لا يقتصر على «الحضانة»، بل أيضاً في «المكتبة والمختبر والمرصد». قالت رئيسة جمعية الإغاثة إيملين بي. ويلز في عام 1875 إنه يجب على النساء أن يتحدثن عن أنفسهن، وإذا اعتبر هذا الفعل أمراً رجولياً، فإن هذا لشيء جيد، فبما أن الرجال متفوقون ينبغي على المرء أن يصبح أكثر ذكورية.
امتلكت يوتاه في أواخر القرن التاسع عشر، القوانين الأكثر ليبرالية المتعلقة بالطلاق في الولايات المتحدة الأمريكية في ذلك الوقت. جاءت هذه القوانين في صالح النساء، إذ حصلت على الطلاق أي امرأة تصر عليه. طلبت إحدى زوجات بريغهام يونغ الطلاق منه وحصلت عليه، ثم بدأت مهنة مربحة بصفتها متحدثاً عاماً، واقترب معدل الطلاق في أواخر القرن التاسع عشر في ولاية يوتاه من 30 في المئة، ونجم عن هذا المعدل تضخم في نسب الطلاق لأناس من ولايات أخرى كانوا يسعون لطلاق سهل في يوتاه. كانت مارثا هيوز كانون المرأة الأولى التي تُنتخب لمجلس الشيوخ في عام 1896، وقد ترشحت ضد زوجها.

### مد الأيادي والكهنوت
كانت بعض النسوة في الكنيسة المبكرة يضعن أيدهن على شخص ما لمنحه «بركة النساء» الخاصة. سجلت باتي بارتليت دورات لإعطاء البركات وتلقيها من نساء أخريات بصفتها تعمل قابلة، وبرزت أيضاً لويزا بارنز برات في حياتها بصفتها رائدة ومبشرة. كانت هذه «البركات النسوية» جزءاً طبيعياً من الدين في ذلك الوقت، على الرغم من أنها لم تجرِ بحكم الكهنوت. اعتقدت رئيسة جمعية الإغاثة إليزا سنو أن النساء لا يحتجن أن يكن «متفرقات» لتولي مهام المعابد أو إدارة المرضى، ونصحت بأن تكرس النساء القضايا الشخصية لرئيسة جمعية الإغاثة ومستشاريها، عوضاً عن اللجوء للأساقفة. شاركت النساء في النصاب القانوني المبارك في الكنيسة المبكرة.
تملي السياسة الحالية في كنيسة قديسي الأيام الأخيرة على أن فعل إعطاء البركات «من خلال وضع الأيدي» يجب أن يُمارس فقط من قبل أولئك الذين يُعينون في مكاتب كهنوت ملكي صادق تُدار من قبل الرجال فقط. وجاء في المقال الذي نُشر في عام 2015، في قسم موضوعات الإنجيل في موقع الكنيسة على الإنترنت، أنه في حين لم يكن جوزيف سميث أو أي زعيم كنيسة آخر يتولى قيادة النساء إلى الكهنوت، فقد كانت النساء تمارس سلطة الكهنوت من دون رسامة.

## الزواج المتعدد
شكل وضع النساء في كنيسة قديسي الأيام الأخيرة مصدراً للجدل منذ القرن التاسع عشر، عندما وجدت الكنيسة نفسها على خلاف مع حكومة الولايات المتحدة الأمريكية الفيدرالية، بسبب ممارستها لتعدد الزوجات. أُدخل تعدد الزوجات إلى كنيسة يسوع المسيح لقديسي اليوم الأخير عندما صلى جوزيف سميث حول الزواج المتعدد كما كان يُمارس في العهد القديم. أُنشئت هذه الممارسة في الكنيسة في عام 1831، واستمرت حتى عام 1890 عندما تلقى ويلفورد وودروف رؤيا تعرف باسم «البيان»، ما منع تعدد الزوجات. غادر العديد من الجماعات والأفراد الكنيسة بعد البيان بهدف الاستمرار في ممارسة الزواج المتعدد، ولا تمتلك أي من هذه الجماعات انتماء بالكنيسة اليوم.
يمتلك بعض زعماء الكنيسة عائلات كبيرة متعددة الزوجات، لكن على الرغم من ذلك، فإن ثلثي الرجال الذين مارسوا تعدد الزوجات في الكنيسة لم يتزوجوا سوى امرأتين، وتمكنت النساء من تطليق أزواجهن. تراوحت نسبة الأسر التي مارست تعدد الزوجات من 25 إلى 30 بالمئة من سكان الكنيسة ككل، وذلك في ذروة هذه الممارسة في عام 1870، وعلى الرغم من القضايا القانونية والثقافية المتعلقة بممارسة المورمون لتعدد لزوجات، فقد لعبت المرأة في القرن التاسع عشر دوراً قيادياً عاماً ومهماً في ثقافة قديسي الأيام الأخيرة وفي السياسة والعقيدة. يعتبر البعض أن دور المرأة في كنيسة القرن التاسع عشر يشكل أوج مشاركتها في المؤسسات والقيادة في التسلسل الهرمي للكنيسة.
عند الحديث عن تعدد الزوجات، لا يُنظر عموماً إلا إلى نقيضين اثنين: «إما أن تكون نساء المورمون عاملات ذوات قوة عالية أو مغفلات وخاضعات». لكن لا يجب تجاهل أن نساء المورمون قد اخترن المشاركة في تعدد الزوجات وأن ذلك قد أصبح جزءاً من حياتهن اليومية، عند ملاحظتنا لهذه الظواهر المتطرفة. تسبب تعدد الزوجات في صراع العديد من النساء مع إيمانهن، لكنه سمح لهن أيضاً بالتقرب أكثر من الله والإبقاء على العهود التي قطعوها.
وصفت النساء تجربتهن في علاقات تعدد الزوجات في ذلك الوقت، بأنها عبارة عن محاكمة عظيمة تعلمن منها إنكار الذات، إذ كانت الكثير منهن من البروتستانت المتحولات إلى المسيحية، فاعتقدن أن معاناتهن هذه قد ساعدت على تطهيرهن. لم تكن هذه الممارسة مقبولة دوماً حتى عند نشوئها، فقد منعت العديد من الأمهات بناتهن من الدخول في علاقات تعددية، وكان قرار قبول تعدد الزوجات وممارسته بالنسبة للكثيرات عملية مضنية وصعبة جعلتهن أقرب إلى الله. لم تقبل بعض النساء تعدد الزوجات في بداية الأمر، واضطررن للصلاة والدراسة والسؤال عن هذه الممارسة قبل تلقي إجابة من الله وقبولها. رأت إليزابيث غراهام ماكدونالد تعدد الزوجات شكلا من أشكال الانضباط الذي علمها التبعية لله ولعائلتها.
كان الزواج المتعدد بالنسبة لبعض النساء -مثل هانا تابفيلد كينغ- وسيلة للنساء للحصول على أعلى بركات الخلاص. لم يكن زوج كينغ عضواً في الكنيسة، وعلى الرغم من اعتناقه لها، لم يتمكن الزوجان عقد زواجهما في المعبد، وبالتالي فقد عُقد زواج كينغ على بريغهام يونغ فقط للحياة التالية، وبقيت متزوجة من زوجها طوال حياتها  ولم تقم أي علاقة مع يونغ، لكنها ضمنت لنفسها الحصول على البركات من خلال تعدد الزوجات التي لم تكن لتتلقاها في هذه الحياة. بعد القبول بتعدد الزوجات، أعلنت إديث توربين: «كان عليَّ أن أكون الزوجة العشرين لرجل يخشى الله بشرف، بدلاً من أن أكون الزوجة الوحيدة لأي واحد من ثلثي الرجال في العالم».